# 増井清彦
増井 清彦（ますい きよひこ、1933年9月2日 - ）は、日本の法学者。日本大学大学院法務研究科教授。同研究科長。元大阪高等検察庁検事長。京都大学法学部卒業。

## 主要経歴
東京地方検察庁検事時代に、日本赤軍が起こしたクアラルンプール事件で釈放された赤軍メンバー5人に同行してクアラルンプールまで派遣されたことがある。
- 東京地方検察庁刑事部長
- 司法研修所検察上席教官
- 東京地方検察庁次席検事 兼 東京地検特捜部長（1987年2月1日 - 1987年8月17日）
- 東京高等検察庁次席検事
- 最高検察庁刑事部長
- 東京地方検察庁検事正
- 大阪高等検察庁検事長
- 中央更生保護審査会委員長

## 著書
- 『はじめての刑法』（立花書房）
- 『わかりやすい刑事証拠法』（立花書房）
- 『犯罪捜査101問』（立花書房）
- 『窃盗犯罪の捜査実務101問 法令編』（立花書房）
- 『窃盗犯罪の捜査実務101問 捜査編』（立花書房）
- 『告訴・告発』（立花書房）

| スタブアイコン | サブスタブ | この項目は、まだ閲覧者の調べものの参照としては役立たない、人物に関連した書きかけの項目です。この項目を加筆・訂正などしてくださる協力者を求めています（P:人物伝/PJ:人物伝）。 |